# Deken (cràter)
Deken és un cràter d'impacte en el planeta Venus de 48 km de diàmetre. Porta el nom d'Aagje Deken (1741-1804), novel·lista neerlandesa, i el seu nom va ser aprovat per la Unió Astronòmica Internacional el 1985.